# Пятнистая иглоногая сова
Пятнистая иглоногая сова (лат. Ninox boobook) — вид птиц из рода иглоногих сов. Семь подвидов, номинативный — N. b. boobook — обитает в Австралии. Эта птица является самой маленькой совой Австралии, при этом самой распространённой.

## Этимология
Видовое название «boobook» — звукооподражающее слово — сова издаёт такие звуки. Название было дано Джоном Лейтемом, который взял это слово из языка аборигенов.

## Описание
Среднего размера птица: около 27—36 см. Вес 146—360 г, причём самки весят в среднем на 65 граммов больше, чем самцы. Лицевой диск бледный, с тёмной «маской» у зелёно-жёлтых глаз. Верхние части тела бледные и шоколадно-коричневые, с белыми пятнами на кроющих перьях и нечёткой белой линией. Крылья и хвост рыже-коричневые, с тёмно-коричневыми полосами в начале и бледными в конце.

### Голос
Голос похож на голос кукушки, «буу-буук». Повторяется 20 раз в минуту, а во время размножения, продолжается до 4 часов.

## Ареал и места обитания
Австралия, все места кроме засушливых регионов; северные острова, включая Тимор, юг Новой Гвинеи, и острова Сунда.
Обитает в эвкалиптовых лесах и лесных массивах, пригородах и сельхозугодьях, также плотных влажных лесах. Днём скрывается в листве.

## Питание
Питается мелкими животными, такими как домовая мышь, или птицами, например воробьями. Также поедает насекомых. Крупнейшей добычей является кольцехвостый поссум и Погоныш-крошка.

## Размножение
Сезон размножения с августа по сентябрь, гнездо располагается на большом дереве, 1—20 метров над уровнем земли. Спаривавшиеся птицы общаются при помощи «пот пот пот пот пот пот». Самка откладывает 2—3 яйца, реже 5. Инкубация длится 35 дней. Пока самка насиживает яйца, самец приносит ей пищу. Птенец оперяется через полтора месяца после вылупления. Как и другие иглоногие совы, они вылетают из гнезда после того, как закончили расти окончательно. О них заботятся родители ещё 2—3 месяца.